# آنری اوکاموتو
آنری اوکاموتو (انگلیسی: Anri Okamoto؛ زادهٔ ۱ ژوئیهٔ ۱۹۹۴) بازیگر و مدل اهل ژاپن است. وی از سال ۲۰۰۴ میلادی تاکنون مشغول فعالیت بوده‌است.
از فیلم‌ها و مجموعه‌های تلویزیونی‌ای که وی در آن نقش داشته‌است، می‌توان به یک لیتر اشک و یاترمن اشاره کرد.